# 斯米多维奇
斯米多维奇（羅馬化：Smidovich），旧称伊恩（Ин），是俄罗斯犹太自治州的市级镇、斯米多维奇区行政中心，在自治州首府比罗比詹东偏南方。
原为伊恩车站村，得名于附近的伊恩河；1934年改名为斯米多维奇以纪念政治家彼得·格尔莫格诺维奇·斯米多维奇。该地2021年人口有4,200人；2010年人口5,120；2002年人口5,905；1989年人口6,646。